# Mosskärrlöpare
Mosskärrlöpare (Agonum gracile) är en skalbaggsart som beskrevs av Sturm 1824. Mosskärrlöpare ingår i släktet Agonum, och familjen jordlöpare. Arten är reproducerande i Sverige.

## Bildgalleri

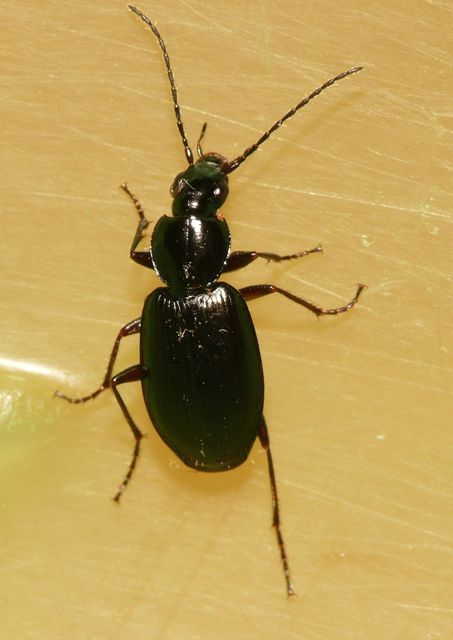
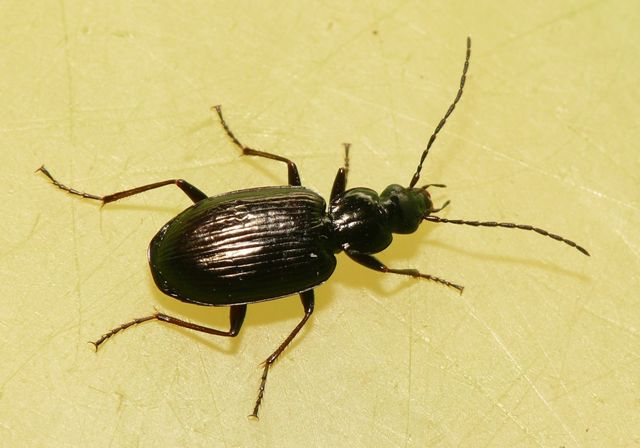